# えひめ有限責任監査法人
えひめ有限責任監査法人（えひめゆうげんせきにんかんさほうじん、英語:Ehime Audit LLC）は、日本における監査法人である。

## 概要
2004年4月に施行された改正公認会計士法を受け、愛媛県内の公認会計士らが設立した。愛媛県内に本拠地を置く監査法人の設立は2001年に設立された愛光監査法人に続き2例目であった。
2021年3月に上場会社監査事務所に登録を受けており、四国に本拠を置く監査法人としては唯一上場会社の監査を行うことができる監査法人となっている。2023年6月現在、3社の上場企業の監査を行っている。
- 本部 - 愛媛県松山市三番町7丁目6-10　西三番町ビル5階
- 高松事務所 - 香川県高松市磨屋町6－5 のぞみビル7階
- 人員 - 公認会計士22名（うち社員8名、非常勤13名）、会計士補1名、事務職員1名
- クライアント数 - 32社（監査証明業務：29社、非監査証明業務：3社）[1]

### 主な金商法監査クライアント
- 伊予鉄グループ
- セキ
- セーラー広告
- ベルグアース

### 主な会社法監査クライアント
- 今治造船[1]
- 檜垣産業[1]
- 日鮮海運[1]

## 沿革
- 2004年4月 - 「えひめ監査法人」設立。
- 2008年7月 - 事務所を愛媛県松山市味酒町へ移転。
- 2009年7月 - 有限責任監査法人へ移行。
- 2019年3月 - 上場会社監査準登録事務所に登録。
- 2020年10月 - 高松事務所設置。
- 2021年3月 - 上場会社監査事務所に登録。
- 2022年9月 - 事務所を愛媛県松山市三番町へ移転。